# Paratrechina goeldii
Paratrechina goeldii är en myrart som först beskrevs av Auguste-Henri Forel 1912.  Paratrechina goeldii ingår i släktet Paratrechina och familjen myror. Inga underarter finns listade i Catalogue of Life.